# Diplodactylus
Diplodactylus – rodzaj jaszczurek z rodziny Diplodactylidae.

## Zasięg występowania
Rodzaj obejmuje gatunki występujące w Australii.

## Systematyka
Rodzaj zdefiniował w 1832 roku angielski zoolog John Edward Gray w artykule poświęconym trzem nowym zwierzętom przywiezionym z Australii, opublikowanym na łamach Proceedings of the Committee of Science and Correspondence of the Zoological Society of London. Gatunkiem typowym jest (oznaczenie monotypowe) Diplodactylus vittatus.

### Etymologia
- Diplodactylus: gr. διπλοος diploos ‘podwójny’, od δυο duo ‘dwa’[5]; δακτυλος daktulos ‘palec’[6].
- Stenodactylopsis: rodzaj Stenodactylus Fitzinger, 1826; gr. οψις opsis, οψεως opseōs ‘wygląd, oblicze, twarz’[7]. Gatunek typowy (oznaczenie monotypowe): Stenodactylopsis pulcher Steindachner, 1870.

### Podział systematyczny
Do rodzaju należą następujące gatunki: 

- Diplodactylus ameyi Couper & Oliver, 2016
- Diplodactylus barraganae Couper, Oliver & Pepper, 2014
- Diplodactylus bilybara Couper, Pepper & Oliver, 2014
- Diplodactylus calcicolus Hutchinson, Doughty & Oliver, 2009
- Diplodactylus capensis Doughty, Oliver & Adams, 2008
- Diplodactylus conspicillatus Lucas & Frost, 1897
- Diplodactylus custos Couper, Oliver & Pepper, 2014
- Diplodactylus fulleri Storr, 1978
- Diplodactylus furcosus Peters, 1863
- Diplodactylus fyfei McDonald, Fenner, Torkkola & Oliver, 2024
- Diplodactylus galaxias Doughty, Pepper & Keogh, 2010
- Diplodactylus galeatus Kluge, 1963
- Diplodactylus granariensis Storr, 1979
- Diplodactylus hillii Longman, 1915
- Diplodactylus kenneallyi Storr, 1988
- Diplodactylus klugei Aplin & Adams, 1998
- Diplodactylus laevis (Sternfeld, 1925)
- Diplodactylus lateroides Doughty & Oliver, 2013
- Diplodactylus mitchelli Kluge, 1963
- Diplodactylus nebulosus Doughty & Oliver, 2013
- Diplodactylus ornatus Gray, 1845
- Diplodactylus platyurus Parker, 1926
- Diplodactylus polyophthalmus Günther, 1867
- Diplodactylus pulcher (Steindachner, 1870)
- Diplodactylus savagei Kluge, 1963
- Diplodactylus tessellatus (Günther, 1875)
- Diplodactylus tjoritjarinya McDonald, Fenner, Torkkola & Oliver, 2024
- Diplodactylus vittatus Gray, 1832
- Diplodactylus wiru Hutchinson, Doughty & Oliver, 2009